# Lueng Peut
Lueng Peut is een bestuurslaag in het regentschap Aceh Timur van de provincie Atjeh, Indonesië. Lueng Peut telt 578 inwoners (volkstelling 2010).